# Vallonska pilen 2025
Vallonska pilen 2025 var den 89:e upplagan av det belgiska cykelloppet Vallonska pilen. Tävlingen avgjordes den 23 april 2025 med start i Ciney och målgång i Mur de Huy. Loppet var en del av UCI World Tour 2025 och vanns av slovenske Tadej Pogačar från cykelstallet UAE Team Emirates XRG.

## Deltagande lag
| WorldTeams (18)- Alpecin-Deceuninck - Arkéa-B&B Hotels - Bahrain-Victorious - Cofidis - Decathlon AG2R La Mondiale Team - EF Education-EasyPost - Groupama-FDJ - Ineos Grenadiers - Intermarché-Wanty - Lidl-Trek - Movistar Team - Red Bull-BORA-hansgrohe - Soudal Quick-Step - Team Jayco AlUla - Team Picnic-PostNL - Team Visma \| Lease a Bike - UAE Team Emirates XRG - XDS Astana Team ProTeams (7)- Lotto - Israel-Premier Tech - Uno-X Mobility - Q36.5 Pro Cycling Team - Team Flanders-Baloise - Tudor Pro Cycling Team - Wagner Bazin WB |
| |

## Resultat
| \| Totaltävlingen \| Totaltävlingen \| Totaltävlingen \| Totaltävlingen \| Totaltävlingen \| \| Cyklist \| Cyklist \| Lag \| Tid \| \| \| -------------- \| ----------------- \| ---------------------- \| -------------- \| -------------- \| \| 1. \| Tadej Pogačar \| UAE Team Emirates XRG \| 4t 50' 15" \| \| \| 2. \| Kévin Vauquelin \| Arkéa-B&B Hotels \| + 10" \| \| \| 3. \| Tom Pidcock \| Q36.5 Pro Cycling Team \| + 12" \| \| \| 4. \| Lenny Martinez \| Bahrain Victorious \| + 13" \| \| \| 5. \| Ben Healy \| EF Education-EasyPost \| + 13" \| \| \| 6. \| Santiago Buitrago \| Bahrain Victorious \| + 16" \| \| \| 7. \| Romain Grégoire \| Groupama-FDJ \| + 16" \| \| \| 8. \| Thibau Nys \| Lidl-Trek \| + 16" \| \| \| 9. \| Remco Evenepoel \| Soudal Quick-Step \| + 16" \| \| \| 10. \| Mauro Schmid \| Team Jayco AlUla \| + 19" \| \| |                   |                        |            |
| |                   |                        |            |
| Källa: ProCyclingStats |                   |                        |            |
| Totaltävlingen |                   |                        |            |
| Cyklist | Cyklist           | Lag                    | Tid        |
| 1. | Tadej Pogačar     | UAE Team Emirates XRG  | 4t 50' 15" |
| 2. | Kévin Vauquelin   | Arkéa-B&B Hotels       | + 10"      |
| 3. | Tom Pidcock       | Q36.5 Pro Cycling Team | + 12"      |
| 4. | Lenny Martinez    | Bahrain Victorious     | + 13"      |
| 5. | Ben Healy         | EF Education-EasyPost  | + 13"      |
| 6. | Santiago Buitrago | Bahrain Victorious     | + 16"      |
| 7. | Romain Grégoire   | Groupama-FDJ           | + 16"      |
| 8. | Thibau Nys        | Lidl-Trek              | + 16"      |
| 9. | Remco Evenepoel   | Soudal Quick-Step      | + 16"      |
| 10. | Mauro Schmid      | Team Jayco AlUla       | + 19"      |

## Startlista
| Israel-Premier Tech IPT | Israel-Premier Tech IPT | Israel-Premier Tech IPT |
| ----------------------- | ----------------------- | ----------------------- |
| #                       | Cyklist                 | Placering               |
| 1                       | Stephen Williams (GBR)  | DNF                     |
| 2                       | George Bennett (NZL)    | 88.                     |
| 3                       | Joseph Blackmore (GBR)  | 14.                     |
| 4                       | Simon Clarke (AUS)      | DNF                     |
| 5                       | Alexej Lutsenko (KAZ)   | DNF                     |
| 6                       | Nadav Raisberg (ISR)    | DNF                     |
| 7                       | Nick Schultz (AUS)      | 85.                     |

| UAE Team Emirates XRG UAD | UAE Team Emirates XRG UAD      | UAE Team Emirates XRG UAD |
| ------------------------- | ------------------------------ | ------------------------- |
| #                         | Cyklist                        | Placering                 |
| 11                        | Tadej Pogačar (SLO) (landsväg) | 1.                        |
| 12                        | Jan Christen (SUI)             | 13.                       |
| 13                        | Felix Großschartner (AUT)      | 82.                       |
| 14                        | Vegard Stake Laengen (NOR)     | DNF                       |
| 15                        | Brandon McNulty (USA)          | 15.                       |
| 16                        | Domen Novak (SLO) (landsväg)   | DNF                       |
| 17                        | Pavel Sivakov (FRA)            | 81.                       |

| Tudor Pro Cycling Team TUD | Tudor Pro Cycling Team TUD     | Tudor Pro Cycling Team TUD |
| -------------------------- | ------------------------------ | -------------------------- |
| #                          | Cyklist                        | Placering                  |
| 21                         | Julian Alaphilippe (FRA)       | 22.                        |
| 22                         | Marco Brenner (GER) (landsväg) | DNF                        |
| 23                         | Marc Hirschi (SUI)             | 49.                        |
| 24                         | Yannis Voisard (SUI)           | 60.                        |
| 25                         | Fabian Weiss (SUI)             | 98.                        |
| 26                         | Hannes Wilksch (GER)           | 105.                       |
| 27                         | Luc Wirtgen (LUX)              | DNF                        |

| Cofidis COF | Cofidis COF                    | Cofidis COF |
| ----------- | ------------------------------ | ----------- |
| #           | Cyklist                        | Placering   |
| 31          | Dylan Teuns (BEL)              | DNF         |
| 32          | Alex Aranburu (ESP) (landsväg) | 46.         |
| 33          | Valentin Ferron (FRA)          | DNF         |
| 34          | Jesús Herrada (ESP)            | DNF         |
| 35          | Sylvain Moniquet (BEL)         | 59.         |
| 36          | Paul Ourselin (FRA)            | DNF         |
| 37          | Ludovic Robeet (BEL)           | DNF         |

| Soudal Quick-Step SOQ | Soudal Quick-Step SOQ       | Soudal Quick-Step SOQ |
| --------------------- | --------------------------- | --------------------- |
| #                     | Cyklist                     | Placering             |
| 41                    | Remco Evenepoel (BEL)       | 9.                    |
| 42                    | Pascal Eenkhoorn (NED)      | DNF                   |
| 43                    | William Junior Lecerf (BEL) | 90.                   |
| 44                    | Pieter Serry (BEL)          | DNF                   |
| 45                    | Ilan Van Wilder (BEL)       | DNF                   |
| 46                    | Mauri Vansevenant (BEL)     | 29.                   |
| 47                    | Louis Vervaeke (BEL)        | 86.                   |

| Arkéa-B&B Hotels ARK | Arkéa-B&B Hotels ARK     | Arkéa-B&B Hotels ARK |
| -------------------- | ------------------------ | -------------------- |
| #                    | Cyklist                  | Placering            |
| 51                   | Kévin Vauquelin (FRA)    | 2.                   |
| 52                   | Anthony Delaplace (FRA)  | 70.                  |
| 53                   | Raúl García Pierna (ESP) | 31.                  |
| 54                   | Simon Guglielmi (FRA)    | DNF                  |
| 55                   | Laurens Huys (BEL)       | DNF                  |
| 56                   | Mathis Le Berre (FRA)    | DNF                  |
| 57                   | Louis Rouland (FRA)      | 71.                  |

| Red Bull-Bora-Hansgrohe RBH | Red Bull-Bora-Hansgrohe RBH      | Red Bull-Bora-Hansgrohe RBH |
| --------------------------- | -------------------------------- | --------------------------- |
| #                           | Cyklist                          | Placering                   |
| 61                          | Maxim Van Gils (BEL)             | 43.                         |
| 62                          | Roger Adrià (ESP)                | 55.                         |
| 63                          | Finn Fisher-Black (NZL)          | DNS                         |
| 64                          | Alexander Hajek (AUT) (landsväg) | DNF                         |
| 65                          | Jonas Koch (GER)                 | DNF                         |
| 66                          | Daniel Martínez (COL)            | 47.                         |
| 67                          | Gianni Moscon (ITA)              | 80.                         |

| Q36.5 Pro Cycling Team Q36 | Q36.5 Pro Cycling Team Q36 | Q36.5 Pro Cycling Team Q36 |
| -------------------------- | -------------------------- | -------------------------- |
| #                          | Cyklist                    | Placering                  |
| 71                         | Tom Pidcock (GBR)          | 3.                         |
| 72                         | Xabier Azparren (ESP)      | DNF                        |
| 73                         | Marcel Camprubí (ESP)      | 33.                        |
| 74                         | Fabio Christen (SUI)       | 93.                        |
| 75                         | Mark Donovan (GBR)         | 77.                        |
| 76                         | Milan Vader (NED)          | 52.                        |
| 77                         | Nickolas Zukowsky (CAN)    | DNF                        |

| Bahrain Victorious TBV | Bahrain Victorious TBV   | Bahrain Victorious TBV |
| ---------------------- | ------------------------ | ---------------------- |
| #                      | Cyklist                  | Placering              |
| 81                     | Lenny Martinez (FRA)     | 4.                     |
| 82                     | Pello Bilbao (ESP)       | 57.                    |
| 83                     | Santiago Buitrago (COL)  | 6.                     |
| 84                     | Roman Ermakov (RUS)      | DNF                    |
| 85                     | Mathijs Paasschens (NED) | 106.                   |
| 86                     | Robert Stannard (AUS)    | DNF                    |
| 87                     | Edoardo Zambanini (ITA)  | 42.                    |

| Lidl-Trek LTK | Lidl-Trek LTK           | Lidl-Trek LTK |
| ------------- | ----------------------- | ------------- |
| #             | Cyklist                 | Placering     |
| 91            | Mattias Skjelmose (DEN) | DNF           |
| 92            | Andrea Bagioli (ITA)    | 101.          |
| 93            | Julien Bernard (FRA)    | DNF           |
| 94            | Patrick Konrad (AUT)    | 95.           |
| 95            | Jacopo Mosca (ITA)      | DNF           |
| 96            | Thibau Nys (BEL)        | 8.            |
| 97            | Otto Vergaerde (BEL)    | DNF           |

| Decathlon-AG2R La Mondiale DAT | Decathlon-AG2R La Mondiale DAT | Decathlon-AG2R La Mondiale DAT |
| ------------------------------ | ------------------------------ | ------------------------------ |
| #                              | Cyklist                        | Placering                      |
| 101                            | Clément Berthet (FRA)          | DNF                            |
| 102                            | Pierre Gautherat (FRA)         | DNF                            |
| 103                            | Dorian Godon (FRA)             | 56.                            |
| 104                            | Noa Isidore (FRA)              | DNF                            |
| 105                            | Jordan Labrosse (FRA)          | 51.                            |
| 106                            | Callum Scotson (AUS)           | 84.                            |
| 107                            | Bastien Tronchon (FRA)         | 18.                            |

| Uno-X Mobility UXM | Uno-X Mobility UXM               | Uno-X Mobility UXM |
| ------------------ | -------------------------------- | ------------------ |
| #                  | Cyklist                          | Placering          |
| 111                | Magnus Cort (DEN)                | DNF                |
| 112                | Martin Bugge Urianstad (NOR)     | DNF                |
| 113                | Fredrik Dversnes (NOR)           | 58.                |
| 114                | Ådne Holter (NOR)                | 27.                |
| 115                | Anders Halland Johannessen (NOR) | DNF                |
| 116                | Andreas Leknessund (NOR)         | 73.                |
| 117                | Sakarias Koller Løland (NOR)     | 69.                |

| Groupama-FDJ GFC | Groupama-FDJ GFC                | Groupama-FDJ GFC |
| ---------------- | ------------------------------- | ---------------- |
| #                | Cyklist                         | Placering        |
| 121              | Romain Grégoire (FRA)           | 7.               |
| 122              | Rémi Cavagna (FRA)              | 62.              |
| 123              | Kevin Geniets (LUX) (landsväg)  | 36.              |
| 124              | Valentin Madouas (FRA)          | 26.              |
| 125              | Guillaume Martin-Guyonnet (FRA) | 11.              |
| 126              | Rudy Molard (FRA)               | 83.              |
| 127              | Quentin Pacher (FRA)            | 35.              |

| Team Visma \| Lease a Bike TVL | Team Visma \| Lease a Bike TVL | Team Visma \| Lease a Bike TVL |
| ------------------------------ | ------------------------------ | ------------------------------ |
| #                              | Cyklist                        | Placering                      |
| 131                            | Tiesj Benoot (BEL)             | 12.                            |
| 132                            | Tijmen Graat (NED)             | 94.                            |
| 133                            | Jörgen Nordhagen (NOR)         | 25.                            |
| 134                            | Ben Tulett (GBR)               | 19.                            |
| 135                            | Attila Valter (HUN) (landsväg) | 39.                            |
| 136                            | Loe van Belle (NED)            | DNF                            |
| 137                            | Tosh Van der Sande (BEL)       | DNF                            |

| XDS Astana Team XAT | XDS Astana Team XAT       | XDS Astana Team XAT |
| ------------------- | ------------------------- | ------------------- |
| #                   | Cyklist                   | Placering           |
| 141                 | Clément Champoussin (FRA) | 21.                 |
| 142                 | Nicola Conci (ITA)        | DNF                 |
| 143                 | Anton Kuzmin (KAZ)        | DNF                 |
| 144                 | Christian Scaroni (ITA)   | 23.                 |
| 145                 | Ide Schelling (NED)       | DNF                 |
| 146                 | Diego Ulissi (ITA)        | 79.                 |
| 147                 | Simone Velasco (ITA)      | 28.                 |

| EF Education-EasyPost EFE | EF Education-EasyPost EFE   | EF Education-EasyPost EFE |
| ------------------------- | --------------------------- | ------------------------- |
| #                         | Cyklist                     | Placering                 |
| 151                       | Ben Healy (IRL)             | 5.                        |
| 152                       | Samuele Battistella (ITA)   | DNF                       |
| 153                       | Alex Baudin (FRA)           | 99.                       |
| 154                       | Mikkel Frølich Honoré (DEN) | DNF                       |
| 155                       | Neilson Powless (USA)       | 45.                       |
| 156                       | Archie Ryan (IRL)           | 34.                       |
| 157                       | Harry Sweeny (AUS)          | 76.                       |

| Ineos Grenadiers IGD | Ineos Grenadiers IGD     | Ineos Grenadiers IGD |
| -------------------- | ------------------------ | -------------------- |
| #                    | Cyklist                  | Placering            |
| 161                  | Axel Laurance (FRA)      | 20.                  |
| 162                  | Tobias Foss (NOR)        | 89.                  |
| 163                  | Bob Jungels (LUX)        | 44.                  |
| 164                  | Victor Langellotti (MON) | DNF                  |
| 165                  | Michael Leonard (CAN)    | 75.                  |
| 166                  | Magnus Sheffield (USA)   | 17.                  |
| 167                  | Artem Shmidt (USA)       | 107.                 |

| Alpecin-Deceuninck ADC | Alpecin-Deceuninck ADC | Alpecin-Deceuninck ADC |
| ---------------------- | ---------------------- | ---------------------- |
| #                      | Cyklist                | Placering              |
| 171                    | Quinten Hermans (BEL)  | DNF                    |
| 172                    | Tobias Bayer (AUT)     | DNF                    |
| 173                    | Ramses Debruyne (BEL)  | DNF                    |
| 174                    | Gal Glivar (SLO)       | 30.                    |
| 175                    | Xandro Meurisse (BEL)  | DNF                    |
| 176                    | Oscar Riesebeek (NED)  | DNF                    |
| 177                    | Emiel Verstrynge (BEL) | 40.                    |

| Team Picnic-PostNL TPP | Team Picnic-PostNL TPP        | Team Picnic-PostNL TPP |
| ---------------------- | ----------------------------- | ---------------------- |
| #                      | Cyklist                       | Placering              |
| 181                    | Warren Barguil (FRA)          | 54.                    |
| 182                    | Romain Combaud (FRA)          | 100.                   |
| 183                    | Bjoern Koerdt (GBR)           | 64.                    |
| 184                    | Juan Guillermo Martínez (COL) | 92.                    |
| 185                    | Oscar Onley (GBR)             | 68.                    |
| 186                    | Timo Roosen (NED)             | DNF                    |
| 187                    | Kevin Vermaerke (USA)         | DNF                    |

| Movistar Team MOV | Movistar Team MOV       | Movistar Team MOV |
| ----------------- | ----------------------- | ----------------- |
| #                 | Cyklist                 | Placering         |
| 191               | Enric Mas (ESP)         | DNF               |
| 192               | Ruben Guerreiro (POR)   | 50.               |
| 193               | Jorge Arcas (ESP)       | DNF               |
| 194               | Nelson Oliveira (POR)   | 53.               |
| 195               | Davide Formolo (ITA)    | 16.               |
| 196               | Michel Hessmann (GER)   | 72.               |
| 197               | Gregor Mühlberger (AUT) | DNF               |

| Wagner Bazin WB WB2 | Wagner Bazin WB WB2        | Wagner Bazin WB WB2 |
| ------------------- | -------------------------- | ------------------- |
| #                   | Cyklist                    | Placering           |
| 201                 | Floris De Tier (BEL)       | DNF                 |
| 202                 | Luca De Meester (BEL)      | DNF                 |
| 203                 | Ceriel Desal (BEL)         | DNF                 |
| 204                 | Johan Meens (BEL)          | 96.                 |
| 205                 | Leander Van Hautegem (BEL) | 97.                 |
| 206                 | Jelle Vermoote (BEL)       | 65.                 |
| 207                 | Loïc Vliegen (BEL)         | DNF                 |

| Lotto LOT | Lotto LOT                 | Lotto LOT |
| --------- | ------------------------- | --------- |
| #         | Cyklist                   | Placering |
| 211       | Lennert Van Eetvelt (BEL) | 41.       |
| 212       | Logan Currie (NZL)        | 102.      |
| 213       | Jarrad Drizners (AUS)     | DNF       |
| 214       | Arjen Livyns (BEL)        | 74.       |
| 215       | Eduardo Sepúlveda (ARG)   | 104.      |
| 216       | Reuben Thompson (NZL)     | 61.       |
| 217       | Jonas Gregaard (DEN)      | 67.       |

| Team Jayco AlUla JAY | Team Jayco AlUla JAY          | Team Jayco AlUla JAY |
| -------------------- | ----------------------------- | -------------------- |
| #                    | Cyklist                       | Placering            |
| 221                  | Ben O'Connor (AUS)            | 37.                  |
| 222                  | Anders Foldager (DEN)         | 87.                  |
| 223                  | Alan Hatherly (RSA)           | 66.                  |
| 224                  | Michael Hepburn (AUS)         | DNF                  |
| 225                  | Michael Matthews (AUS)        | 32.                  |
| 226                  | Mauro Schmid (SUI) (landsväg) | 10.                  |
| 227                  | Filippo Zana (ITA)            | 38.                  |

| Intermarché-Wanty IWA | Intermarché-Wanty IWA        | Intermarché-Wanty IWA |
| --------------------- | ---------------------------- | --------------------- |
| #                     | Cyklist                      | Placering             |
| 231                   | Louis Barré (FRA)            | 24.                   |
| 232                   | Kamiel Bonneu (BEL)          | 78.                   |
| 233                   | Dries De Pooter (BEL)        | DNF                   |
| 234                   | Alexander Kamp Egested (DEN) | DNF                   |
| 235                   | Gerben Kuypers (BEL)         | 91.                   |
| 236                   | Tom Paquot (BEL)             | DNF                   |
| 237                   | Luca Van Boven (BEL)         | DNF                   |

| Team Flanders-Baloise TFB | Team Flanders-Baloise TFB | Team Flanders-Baloise TFB |
| ------------------------- | ------------------------- | ------------------------- |
| #                         | Cyklist                   | Placering                 |
| 241                       | Vincent Van Hemelen (BEL) | 63.                       |
| 242                       | Toon Clynhens (BEL)       | 103.                      |
| 243                       | Lindsay De Vylder (BEL)   | DNF                       |
| 244                       | Siebe Deweirdt (BEL)      | DNF                       |
| 245                       | Jonas Geens (BEL)         | 48.                       |
| 246                       | Ward Vanhoof (BEL)        | DNF                       |
| 247                       | Victor Vercouillie (BEL)  | DNF                       |

| Israel-Premier Tech IPT | Israel-Premier Tech IPT | Israel-Premier Tech IPT |
| ----------------------- | ----------------------- | ----------------------- |
| #                       | Cyklist                 | Placering               |
| 1                       | Stephen Williams (GBR)  | DNF                     |
| 2                       | George Bennett (NZL)    | 88.                     |
| 3                       | Joseph Blackmore (GBR)  | 14.                     |
| 4                       | Simon Clarke (AUS)      | DNF                     |
| 5                       | Alexej Lutsenko (KAZ)   | DNF                     |
| 6                       | Nadav Raisberg (ISR)    | DNF                     |
| 7                       | Nick Schultz (AUS)      | 85.                     |

| UAE Team Emirates XRG UAD | UAE Team Emirates XRG UAD      | UAE Team Emirates XRG UAD |
| ------------------------- | ------------------------------ | ------------------------- |
| #                         | Cyklist                        | Placering                 |
| 11                        | Tadej Pogačar (SLO) (landsväg) | 1.                        |
| 12                        | Jan Christen (SUI)             | 13.                       |
| 13                        | Felix Großschartner (AUT)      | 82.                       |
| 14                        | Vegard Stake Laengen (NOR)     | DNF                       |
| 15                        | Brandon McNulty (USA)          | 15.                       |
| 16                        | Domen Novak (SLO) (landsväg)   | DNF                       |
| 17                        | Pavel Sivakov (FRA)            | 81.                       |

| Tudor Pro Cycling Team TUD | Tudor Pro Cycling Team TUD     | Tudor Pro Cycling Team TUD |
| -------------------------- | ------------------------------ | -------------------------- |
| #                          | Cyklist                        | Placering                  |
| 21                         | Julian Alaphilippe (FRA)       | 22.                        |
| 22                         | Marco Brenner (GER) (landsväg) | DNF                        |
| 23                         | Marc Hirschi (SUI)             | 49.                        |
| 24                         | Yannis Voisard (SUI)           | 60.                        |
| 25                         | Fabian Weiss (SUI)             | 98.                        |
| 26                         | Hannes Wilksch (GER)           | 105.                       |
| 27                         | Luc Wirtgen (LUX)              | DNF                        |

| Cofidis COF | Cofidis COF                    | Cofidis COF |
| ----------- | ------------------------------ | ----------- |
| #           | Cyklist                        | Placering   |
| 31          | Dylan Teuns (BEL)              | DNF         |
| 32          | Alex Aranburu (ESP) (landsväg) | 46.         |
| 33          | Valentin Ferron (FRA)          | DNF         |
| 34          | Jesús Herrada (ESP)            | DNF         |
| 35          | Sylvain Moniquet (BEL)         | 59.         |
| 36          | Paul Ourselin (FRA)            | DNF         |
| 37          | Ludovic Robeet (BEL)           | DNF         |

| Soudal Quick-Step SOQ | Soudal Quick-Step SOQ       | Soudal Quick-Step SOQ |
| --------------------- | --------------------------- | --------------------- |
| #                     | Cyklist                     | Placering             |
| 41                    | Remco Evenepoel (BEL)       | 9.                    |
| 42                    | Pascal Eenkhoorn (NED)      | DNF                   |
| 43                    | William Junior Lecerf (BEL) | 90.                   |
| 44                    | Pieter Serry (BEL)          | DNF                   |
| 45                    | Ilan Van Wilder (BEL)       | DNF                   |
| 46                    | Mauri Vansevenant (BEL)     | 29.                   |
| 47                    | Louis Vervaeke (BEL)        | 86.                   |

| Arkéa-B&B Hotels ARK | Arkéa-B&B Hotels ARK     | Arkéa-B&B Hotels ARK |
| -------------------- | ------------------------ | -------------------- |
| #                    | Cyklist                  | Placering            |
| 51                   | Kévin Vauquelin (FRA)    | 2.                   |
| 52                   | Anthony Delaplace (FRA)  | 70.                  |
| 53                   | Raúl García Pierna (ESP) | 31.                  |
| 54                   | Simon Guglielmi (FRA)    | DNF                  |
| 55                   | Laurens Huys (BEL)       | DNF                  |
| 56                   | Mathis Le Berre (FRA)    | DNF                  |
| 57                   | Louis Rouland (FRA)      | 71.                  |

| Red Bull-Bora-Hansgrohe RBH | Red Bull-Bora-Hansgrohe RBH      | Red Bull-Bora-Hansgrohe RBH |
| --------------------------- | -------------------------------- | --------------------------- |
| #                           | Cyklist                          | Placering                   |
| 61                          | Maxim Van Gils (BEL)             | 43.                         |
| 62                          | Roger Adrià (ESP)                | 55.                         |
| 63                          | Finn Fisher-Black (NZL)          | DNS                         |
| 64                          | Alexander Hajek (AUT) (landsväg) | DNF                         |
| 65                          | Jonas Koch (GER)                 | DNF                         |
| 66                          | Daniel Martínez (COL)            | 47.                         |
| 67                          | Gianni Moscon (ITA)              | 80.                         |

| Q36.5 Pro Cycling Team Q36 | Q36.5 Pro Cycling Team Q36 | Q36.5 Pro Cycling Team Q36 |
| -------------------------- | -------------------------- | -------------------------- |
| #                          | Cyklist                    | Placering                  |
| 71                         | Tom Pidcock (GBR)          | 3.                         |
| 72                         | Xabier Azparren (ESP)      | DNF                        |
| 73                         | Marcel Camprubí (ESP)      | 33.                        |
| 74                         | Fabio Christen (SUI)       | 93.                        |
| 75                         | Mark Donovan (GBR)         | 77.                        |
| 76                         | Milan Vader (NED)          | 52.                        |
| 77                         | Nickolas Zukowsky (CAN)    | DNF                        |

| Bahrain Victorious TBV | Bahrain Victorious TBV   | Bahrain Victorious TBV |
| ---------------------- | ------------------------ | ---------------------- |
| #                      | Cyklist                  | Placering              |
| 81                     | Lenny Martinez (FRA)     | 4.                     |
| 82                     | Pello Bilbao (ESP)       | 57.                    |
| 83                     | Santiago Buitrago (COL)  | 6.                     |
| 84                     | Roman Ermakov (RUS)      | DNF                    |
| 85                     | Mathijs Paasschens (NED) | 106.                   |
| 86                     | Robert Stannard (AUS)    | DNF                    |
| 87                     | Edoardo Zambanini (ITA)  | 42.                    |

| Lidl-Trek LTK | Lidl-Trek LTK           | Lidl-Trek LTK |
| ------------- | ----------------------- | ------------- |
| #             | Cyklist                 | Placering     |
| 91            | Mattias Skjelmose (DEN) | DNF           |
| 92            | Andrea Bagioli (ITA)    | 101.          |
| 93            | Julien Bernard (FRA)    | DNF           |
| 94            | Patrick Konrad (AUT)    | 95.           |
| 95            | Jacopo Mosca (ITA)      | DNF           |
| 96            | Thibau Nys (BEL)        | 8.            |
| 97            | Otto Vergaerde (BEL)    | DNF           |

| Decathlon-AG2R La Mondiale DAT | Decathlon-AG2R La Mondiale DAT | Decathlon-AG2R La Mondiale DAT |
| ------------------------------ | ------------------------------ | ------------------------------ |
| #                              | Cyklist                        | Placering                      |
| 101                            | Clément Berthet (FRA)          | DNF                            |
| 102                            | Pierre Gautherat (FRA)         | DNF                            |
| 103                            | Dorian Godon (FRA)             | 56.                            |
| 104                            | Noa Isidore (FRA)              | DNF                            |
| 105                            | Jordan Labrosse (FRA)          | 51.                            |
| 106                            | Callum Scotson (AUS)           | 84.                            |
| 107                            | Bastien Tronchon (FRA)         | 18.                            |

| Uno-X Mobility UXM | Uno-X Mobility UXM               | Uno-X Mobility UXM |
| ------------------ | -------------------------------- | ------------------ |
| #                  | Cyklist                          | Placering          |
| 111                | Magnus Cort (DEN)                | DNF                |
| 112                | Martin Bugge Urianstad (NOR)     | DNF                |
| 113                | Fredrik Dversnes (NOR)           | 58.                |
| 114                | Ådne Holter (NOR)                | 27.                |
| 115                | Anders Halland Johannessen (NOR) | DNF                |
| 116                | Andreas Leknessund (NOR)         | 73.                |
| 117                | Sakarias Koller Løland (NOR)     | 69.                |

| Groupama-FDJ GFC | Groupama-FDJ GFC                | Groupama-FDJ GFC |
| ---------------- | ------------------------------- | ---------------- |
| #                | Cyklist                         | Placering        |
| 121              | Romain Grégoire (FRA)           | 7.               |
| 122              | Rémi Cavagna (FRA)              | 62.              |
| 123              | Kevin Geniets (LUX) (landsväg)  | 36.              |
| 124              | Valentin Madouas (FRA)          | 26.              |
| 125              | Guillaume Martin-Guyonnet (FRA) | 11.              |
| 126              | Rudy Molard (FRA)               | 83.              |
| 127              | Quentin Pacher (FRA)            | 35.              |

| Team Visma \| Lease a Bike TVL | Team Visma \| Lease a Bike TVL | Team Visma \| Lease a Bike TVL |
| ------------------------------ | ------------------------------ | ------------------------------ |
| #                              | Cyklist                        | Placering                      |
| 131                            | Tiesj Benoot (BEL)             | 12.                            |
| 132                            | Tijmen Graat (NED)             | 94.                            |
| 133                            | Jörgen Nordhagen (NOR)         | 25.                            |
| 134                            | Ben Tulett (GBR)               | 19.                            |
| 135                            | Attila Valter (HUN) (landsväg) | 39.                            |
| 136                            | Loe van Belle (NED)            | DNF                            |
| 137                            | Tosh Van der Sande (BEL)       | DNF                            |

| XDS Astana Team XAT | XDS Astana Team XAT       | XDS Astana Team XAT |
| ------------------- | ------------------------- | ------------------- |
| #                   | Cyklist                   | Placering           |
| 141                 | Clément Champoussin (FRA) | 21.                 |
| 142                 | Nicola Conci (ITA)        | DNF                 |
| 143                 | Anton Kuzmin (KAZ)        | DNF                 |
| 144                 | Christian Scaroni (ITA)   | 23.                 |
| 145                 | Ide Schelling (NED)       | DNF                 |
| 146                 | Diego Ulissi (ITA)        | 79.                 |
| 147                 | Simone Velasco (ITA)      | 28.                 |

| EF Education-EasyPost EFE | EF Education-EasyPost EFE   | EF Education-EasyPost EFE |
| ------------------------- | --------------------------- | ------------------------- |
| #                         | Cyklist                     | Placering                 |
| 151                       | Ben Healy (IRL)             | 5.                        |
| 152                       | Samuele Battistella (ITA)   | DNF                       |
| 153                       | Alex Baudin (FRA)           | 99.                       |
| 154                       | Mikkel Frølich Honoré (DEN) | DNF                       |
| 155                       | Neilson Powless (USA)       | 45.                       |
| 156                       | Archie Ryan (IRL)           | 34.                       |
| 157                       | Harry Sweeny (AUS)          | 76.                       |

| Ineos Grenadiers IGD | Ineos Grenadiers IGD     | Ineos Grenadiers IGD |
| -------------------- | ------------------------ | -------------------- |
| #                    | Cyklist                  | Placering            |
| 161                  | Axel Laurance (FRA)      | 20.                  |
| 162                  | Tobias Foss (NOR)        | 89.                  |
| 163                  | Bob Jungels (LUX)        | 44.                  |
| 164                  | Victor Langellotti (MON) | DNF                  |
| 165                  | Michael Leonard (CAN)    | 75.                  |
| 166                  | Magnus Sheffield (USA)   | 17.                  |
| 167                  | Artem Shmidt (USA)       | 107.                 |

| Alpecin-Deceuninck ADC | Alpecin-Deceuninck ADC | Alpecin-Deceuninck ADC |
| ---------------------- | ---------------------- | ---------------------- |
| #                      | Cyklist                | Placering              |
| 171                    | Quinten Hermans (BEL)  | DNF                    |
| 172                    | Tobias Bayer (AUT)     | DNF                    |
| 173                    | Ramses Debruyne (BEL)  | DNF                    |
| 174                    | Gal Glivar (SLO)       | 30.                    |
| 175                    | Xandro Meurisse (BEL)  | DNF                    |
| 176                    | Oscar Riesebeek (NED)  | DNF                    |
| 177                    | Emiel Verstrynge (BEL) | 40.                    |

| Team Picnic-PostNL TPP | Team Picnic-PostNL TPP        | Team Picnic-PostNL TPP |
| ---------------------- | ----------------------------- | ---------------------- |
| #                      | Cyklist                       | Placering              |
| 181                    | Warren Barguil (FRA)          | 54.                    |
| 182                    | Romain Combaud (FRA)          | 100.                   |
| 183                    | Bjoern Koerdt (GBR)           | 64.                    |
| 184                    | Juan Guillermo Martínez (COL) | 92.                    |
| 185                    | Oscar Onley (GBR)             | 68.                    |
| 186                    | Timo Roosen (NED)             | DNF                    |
| 187                    | Kevin Vermaerke (USA)         | DNF                    |

| Movistar Team MOV | Movistar Team MOV       | Movistar Team MOV |
| ----------------- | ----------------------- | ----------------- |
| #                 | Cyklist                 | Placering         |
| 191               | Enric Mas (ESP)         | DNF               |
| 192               | Ruben Guerreiro (POR)   | 50.               |
| 193               | Jorge Arcas (ESP)       | DNF               |
| 194               | Nelson Oliveira (POR)   | 53.               |
| 195               | Davide Formolo (ITA)    | 16.               |
| 196               | Michel Hessmann (GER)   | 72.               |
| 197               | Gregor Mühlberger (AUT) | DNF               |

| Wagner Bazin WB WB2 | Wagner Bazin WB WB2        | Wagner Bazin WB WB2 |
| ------------------- | -------------------------- | ------------------- |
| #                   | Cyklist                    | Placering           |
| 201                 | Floris De Tier (BEL)       | DNF                 |
| 202                 | Luca De Meester (BEL)      | DNF                 |
| 203                 | Ceriel Desal (BEL)         | DNF                 |
| 204                 | Johan Meens (BEL)          | 96.                 |
| 205                 | Leander Van Hautegem (BEL) | 97.                 |
| 206                 | Jelle Vermoote (BEL)       | 65.                 |
| 207                 | Loïc Vliegen (BEL)         | DNF                 |

| Lotto LOT | Lotto LOT                 | Lotto LOT |
| --------- | ------------------------- | --------- |
| #         | Cyklist                   | Placering |
| 211       | Lennert Van Eetvelt (BEL) | 41.       |
| 212       | Logan Currie (NZL)        | 102.      |
| 213       | Jarrad Drizners (AUS)     | DNF       |
| 214       | Arjen Livyns (BEL)        | 74.       |
| 215       | Eduardo Sepúlveda (ARG)   | 104.      |
| 216       | Reuben Thompson (NZL)     | 61.       |
| 217       | Jonas Gregaard (DEN)      | 67.       |

| Team Jayco AlUla JAY | Team Jayco AlUla JAY          | Team Jayco AlUla JAY |
| -------------------- | ----------------------------- | -------------------- |
| #                    | Cyklist                       | Placering            |
| 221                  | Ben O'Connor (AUS)            | 37.                  |
| 222                  | Anders Foldager (DEN)         | 87.                  |
| 223                  | Alan Hatherly (RSA)           | 66.                  |
| 224                  | Michael Hepburn (AUS)         | DNF                  |
| 225                  | Michael Matthews (AUS)        | 32.                  |
| 226                  | Mauro Schmid (SUI) (landsväg) | 10.                  |
| 227                  | Filippo Zana (ITA)            | 38.                  |

| Intermarché-Wanty IWA | Intermarché-Wanty IWA        | Intermarché-Wanty IWA |
| --------------------- | ---------------------------- | --------------------- |
| #                     | Cyklist                      | Placering             |
| 231                   | Louis Barré (FRA)            | 24.                   |
| 232                   | Kamiel Bonneu (BEL)          | 78.                   |
| 233                   | Dries De Pooter (BEL)        | DNF                   |
| 234                   | Alexander Kamp Egested (DEN) | DNF                   |
| 235                   | Gerben Kuypers (BEL)         | 91.                   |
| 236                   | Tom Paquot (BEL)             | DNF                   |
| 237                   | Luca Van Boven (BEL)         | DNF                   |

| Team Flanders-Baloise TFB | Team Flanders-Baloise TFB | Team Flanders-Baloise TFB |
| ------------------------- | ------------------------- | ------------------------- |
| #                         | Cyklist                   | Placering                 |
| 241                       | Vincent Van Hemelen (BEL) | 63.                       |
| 242                       | Toon Clynhens (BEL)       | 103.                      |
| 243                       | Lindsay De Vylder (BEL)   | DNF                       |
| 244                       | Siebe Deweirdt (BEL)      | DNF                       |
| 245                       | Jonas Geens (BEL)         | 48.                       |
| 246                       | Ward Vanhoof (BEL)        | DNF                       |
| 247                       | Victor Vercouillie (BEL)  | DNF                       |

Förklaringar
DNF = Fullföljde inte, OTL = Utanför tidsgränsen, DNS = Startade inte, DSQ = Diskvalificerad